# Karl-Friedrich Rieflin

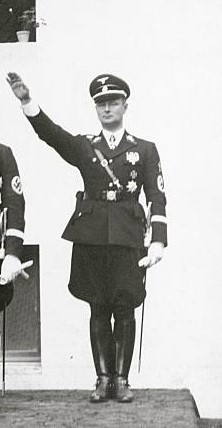
SS-Hauptsturmführer Karl-Friedrich Rieflin

Karl-Friedrich Rieflin (* 26. September 1892 in Langenwinkel; † nach 1955) war ein deutscher Nationalsozialist, SS-Hauptsturmführer, Leiter des Lahrer Sicherheits- und Geheimdienstes (SD) und von 1944 bis 1945 stellvertretender Lagerkommandant des KZ Erzingen. Er war verantwortlich für die Zerstörung der Kippenheimer Synagoge.

## Leben
Karl-Friedrich Rieflin wurde 1892 als Sohn eines Arbeiters gleichen Namens und dessen Ehefrau geboren. Er wuchs mit seinen Geschwistern auf und absolvierte erfolgreich seinen Schulabschluss. Rieflin trat zum 1. Juni 1931 der NSDAP bei (Mitgliedsnummer 552.460) und schloss sich auch der SS an (SS-Nummer 6.281), er wurde zum 20. April 1937 zum SS-Hauptsturmführer befördert. Er war 1939 beim Überfall auf Polen dabei und wurde noch im selben Jahr mit dem Eisernen Kreuz ausgezeichnet. Er war der Leiter des Lahrer Sicherheits- und Geheimdienstes (SD) und organisierte die Zerstörung der Kippenheimer Synagoge. Im Jahr 1944 wurde er zum stellvertretenden Lagerkommandanten des KZ Erzingen, Außenlager des KZ Natzweiler-Struthof unter Adolf Haas, ernannt. Karl-Friedrich Rieflin wurde als „Folterknecht, der Angst und Schrecken verbreitete“ bezeichnet.
Rieflin wurde 1946/47 in den Rastatter Prozessen zum Tode verurteilt. Dieses Urteil wurde jedoch widerrufen, sodass er Mitte der 1950er Jahre wieder bei seiner Familie war.
Rieflin war verheiratet mit Gertrud Anna Hunn, eine Nichte des US-amerikanischen Politikers John Hunn. Mit dieser hatte er sieben Kinder.